# Questione polacca

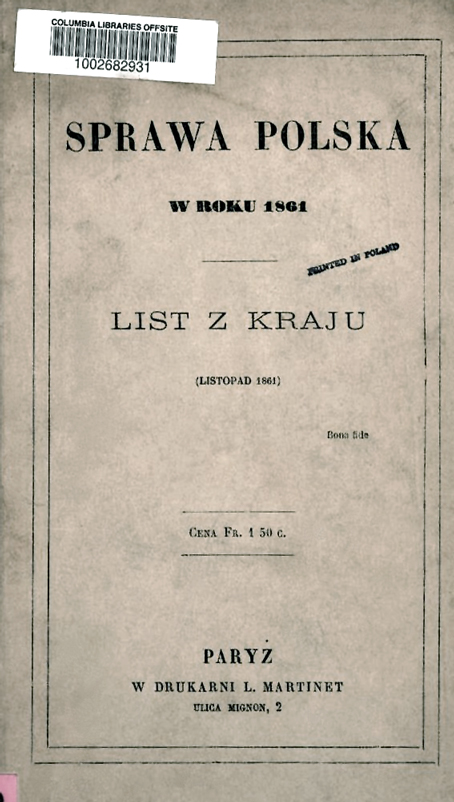
Copertina Sprawa polska w roku 1861. List z kraju (Listopad 1861). In italiano: La questione polacca nel 1861. Lettera dalla Patria (novembre 1861) pubblicata in polacco dalla casa editrice L. Martinet, Parigi

La questione polacca (in polacco kwestia polska o sprawa polska) era la questione, nella politica internazionale, dell'esistenza della Polonia come Stato indipendente. Sollevata subito dopo la spartizione della Polonia alla fine del XVIII secolo, divenne una questione corrente nella diplomazia europea e americana per tutto il XIX e parte del XX secolo. Lo storico Norman Davies osserva che la questione polacca è la lente principale attraverso la quale la maggior parte delle storie d'Europa discute la storia della Polonia, ed è stato uno degli argomenti più comuni della politica europea per quasi due secoli. La questione polacca è stata un tema importante in tutte le principali conferenze europee di pace: al Congresso di Vienna nel 1815, alla Conferenza di Versailles nel 1919, alla Conferenza di Yalta e alla Conferenza di Potsdam nel 1945. Come scrive Piotr Wandycz, "Quello che per i polacchi era la causa polacca, per il mondo esterno era la questione polacca".

## Storia
Dopo le spartizioni della Polonia alla fine del XVIII secolo, la Confederazione polacco-lituana cessò di esistere, e fu divisa tra l'Impero austriaco, il Regno di Prussia e l'Impero russo. La cancellazione della Polonia dall'Europa divenne una chiave per mantenere l'equilibrio di potere europeo nel secolo successivo. Il termine "questione polacca" entrò in uso poco dopo, poiché alcune Grandi Potenze si interessarono a sconvolgere questo status quo, sperando di beneficiare della ricreazione dello stato polacco, a cominciare dalla Francia di Napoleone Bonaparte, che considerava i polacchi utili reclute nelle sue guerre contro le potenze occupanti della Polonia. Il termine "questione polacca" fu sentito nuovamente dopo la fallita Rivolta di novembre del 1831, durante la "Primavera dei popoli" nel 1848-1849, e ancora dopo la fallita Rivolta di gennaio del 1863, in cui polacchi e lituani si ribellarono all'Impero russo, cercando di ripristinare l'indipendenza del loro paese. Nell'era del nascente nazionalismo, la questione se una Polonia indipendente dovesse essere ripristinata, e anche cosa significasse essere un polacco, acquistò crescente notorietà. Nei decenni successivi, il termine divenne meno utilizzato, poiché non si verificarono in Polonia nuove grandi rivolte che attirassero l'attenzione internazionale. La questione venne ulteriormente mitigata dal fatto che le tre potenze di spartizione furono alleate comuni per oltre un secolo (con la Lega dei Tre Imperatori), e la loro diplomazia mantenne repressa con successo la questione in modo che nessuna seria soluzione apparisse in vista.  Delle tre potenze di spartizione, per la Prussia la questione polacca fu di fondamentale importanza, poiché l'esistenza della Prussia era collegata alla sconfitta dello stato polacco.
La questione polacca riemerse con forza durante la prima guerra mondiale, quando le potenze di spartizione guerreggiarono tra loro, portandole a tentativi di corteggiare i rispettivi cittadini polacchi. Nel suo memorandum del 20 gennaio 1914, il ministro degli Esteri russo Sazonov propose la restaurazione di un regno autonomo di Polonia, con la lingua polacca usata nelle scuole e nell'amministrazione locale, alla quale sarebbero state attaccate la Slesia orientale, la Galizia occidentale e la Posnania orientale dopo la guerra, e il 16 agosto 1914 persuase lo zar che la Russia avrebbe dovuto cercare la reintegrazione di uno stato polacco unificato come uno dei suoi obiettivi di guerra.
Nel 1916, la Germania, con l'Atto del 5 novembre, promise pubblicamente di creare il Regno di Reggenza di Polonia, progettando segretamente di annettere fino a 35.000 chilometri quadrati del suo territorio e ripulire etnicamente fino a 3 milioni di polacchi ed ebrei per fare spazio ai coloni tedeschi dopo la guerra. Ciò indusse il parlamento francese a commentare che il manifesto "conferiva alla questione polacca un carattere internazionale". La Russia protestò contro la mossa, poiché vedeva il proprio stato polacco di groppa, il Regno del Congresso (o Terra della Vistola) come l'unica "Polonia" che contava. Ben presto, tuttavia, i russi seguirono la mossa tedesca e promisero ai polacchi una maggiore autonomia. Questa offerta fu menzionata negli Stati Uniti nel discorso "Peace Without Victory" di Woodrow Wilson del 1917. La questione polacca fu temporaneamente risolta con il ripristino dell'indipendenza polacca dopo la prima guerra mondiale.
Il termine tornò ad essere rilevante durante la seconda guerra mondiale, poiché dopo l'invasione tedesca della Polonia il futuro della Polonia occupata tornò ad essere oggetto di dibattito tra le grandi potenze dell'epoca, ovvero il Regno Unito, gli Stati Uniti e l'Unione Sovietica.
Il termine fu utilizzato anche più tardi nel XX secolo, negli anni '80 durante il periodo di Solidarność, quando gli attivisti dell'opposizione lottarono per liberare la Repubblica Popolare di Polonia dal dominio del blocco sovietico.

## Eventi storici correlati
- Giorno dell'indipendenza della Polonia, che commemora la fine dei 123 anni di spartizione
- Questione d'oriente, posta dal decadimento dell'Impero ottomano
- Questione armena, un argomento simile sugli armeni
- Questione ebraica, relativa agli ebrei europei
- Questione tedesca